# Saint-Victor-d'Épine
Saint-Victor-d'Épine är en kommun i departementet Eure i regionen Normandie i norra Frankrike. Kommunen ligger i kantonen Brionne som tillhör arrondissementet Bernay. År 2022 hade Saint-Victor-d'Épine 337 invånare.

## Befolkningsutveckling
Antalet invånare i kommunen Saint-Victor-d'Épine
Referens:INSEE